# Боже, Царя храни!
„Боже, Царя храни!“ (в превод: „Боже, Царя пази!“) е национален химн на Руската империя от 1833 до 1917 година, заменяйки предишния химн „Молитва на руснаците“.
През 1833 г. Алексей Лвов съпровожда цар Николай I по време на неговата визита в Австрия и Прусия, където навсякъде приветствали императора със звука на английски марш. Императорът се вслушва в мелодията на монархическа солидарност без ентусиазъм и, като се завръща, поръчва на Лвов, като негов най-близък музикант, да съчини нов химн. Новият химн с текст на Василий Жуковски за пръв път е изпълнен на 18 декември 1833 г. (или на 25 декември) под името „Молитва на руския народ“. От 31 декември 1833 г. е официален химн на Руската империя под името „Боже, Царя храни!“ и остава такъв до Февруарската революция през 1917 г.

## Текст на химна
| „ | Боже, Царя храни! Сильный, державный, Царствуй на славу, на славу намъ! Царствуй на страхъ врагамъ, Царь православный! Боже, Царя храни! Славному долги дни Дай на земли! Дай на земли! Гордыхъ смирителю, Слабыхъ хранителю, Всѣхъ утешителю Все ниспошли! Перводержавную Русь православную, Боже, храни! Боже, храни! Царство ей стройное, Въ силѣ спокойное! Все-жъ недостойное прочь отжени! Воинство бранное, Славой избранное, Боже, храни! Боже, храни! Воинамъ-мстителямъ, Чести спасителямъ, Миротворителямъ долгiе дни! Мирныхъ воителей, Правды блюстителей Боже, храни! Боже, храни! Жизнь ихъ примѣрную Нелицемѣрную, Доблестямъ вѣрную воспомяни! О, Провидѣнiе! Благословенiе Намъ ниспошли! Намъ ниспошли! Къ благу стремленiе, Въ счастьѣ смиренiе, Въ скорби терпѣнiе дай на земли! Будь намъ заступникомъ, Вѣрнымъ сопутникомъ Насъ провожай! Насъ провожай! Свѣтло-прелестная, Жизнь поднебесная, Сердцу извѣстная, сердцу сіяй! | “ |